# Alocasia chaii
Alocasia chaii är en kallaväxtart som beskrevs av Peter Charles Boyce. Alocasia chaii ingår i släktet Alocasia och familjen kallaväxter. Inga underarter finns listade.